# 風間みなみ
風間みなみ（かざま みなみ、1986年3月9日 - ）は、ラジオパーソナリティ、リポーター、フリーアナウンサー。

## 来歴・人物
宮城県仙台市出身。宮城教育大学教育学部卒。趣味は読書。中華人民共和国吉林省長春市に留学経験がある。
2009年（平成21年）からエフエム長崎のラジオパーソナリティとなり、在長崎局のテレビ番組にも出演した。
2012年（平成24年）秋に入籍。
2016年（平成28年）より、地元の宮城県に戻って活動。
2022年（令和4年）1月より、台湾国際放送アナウンサー
2023年（令和5年）3末で台湾国際放送退職

## 出演

### 仙台時代
- 突撃!ナマイキTV（東日本放送、中継および特集のリポーター、2018年4月よりデパスパ一番のり木曜担当）
- Morning Brush（Date fm、火曜・水曜パーソナリティ、2017年4月 - 2021年3月）
- スマイルプラス（福島テレビ、不定期出演）
- サタふく（福島テレビ、不定期出演）

### 長崎時代
- Sunrise Station（月曜 - 木曜 7:30 - 10:00、金曜 7:30 - 9:30）エフエム長崎
- ROCKIN' COUNTRY（日曜 8:00 - 8:40）エフエム長崎
- Lai Lai〜来来〜（月曜 - 木曜 12:00 - 12:55）エフエム長崎
  - 2013年11月4日、テレビ長崎とのコラボレーションにより、同局「Gopan」に出演した。
- Saturday Chat Box（土曜 12:00-12:30）エフエム長崎
- 日曜音楽館（日曜 6:00 - 7:00）エフエム長崎
- トコトン・サタデー（土曜 9:30 - 10:55）NCC長崎文化放送
- トコトンHappy（月曜 - 金曜 10:30 - 11:10）NCC長崎文化放送